# Liste der Monuments historiques in Autigny-le-Grand
Die Liste der Monuments historiques in Autigny-le-Grand führt die Monuments historiques in der französischen Gemeinde Autigny-le-Grand auf.

## Liste der Objekte
| Bezeichnung | Beschreibung                             | Standort                       | Kennzeichnung | Schutzstatus | Datum | Bild |
| ----------- | ---------------------------------------- | ------------------------------ | ------------- | ------------ | ----- | ---- |
| Opferstock  | Holz, Bronze, Mitte des 19. Jahrhunderts | in der Kirche St-Pierre (Lage) | PM52000058    | Classé       | 1984  |      |
| Taufbecken  | Stein, Holz, 17. Jahrhundert             | in der Kirche St-Pierre (Lage) | PM52001356    | Classé       | 1985  |      |